# 1189 Terentia
Az 1189 Terentia (ideiglenes jelöléssel 1930 SG) a Naprendszer kisbolygóövében található aszteroida. Grigorij Neujmin fedezte fel 1930. szeptember 17-én.